# Raúl Merlo
Raúl "Chuni" Germán Merlo (10 de febrero de 1967, Junín, Buenos Aires, Argentina) es un exjugador de baloncesto que se desempeñaba en la posición de escolta. El estadio del club de baloncesto Ciclista Juninense, lleva el nombre de este jugador en honor a él.

## Carrera
Su primera participación en la Liga Nacional de Básquet fue en el Sport Club de Cañada de Gómez, siendo su debut el 14 de marzo de 1986. En este club se mantuvo durante dos temporadas, para luego pasar a River Plate. En la Liga Nacional de Básquet 1988, su equipo obtuvo el subcampeonato y a mitad de temporada, fue convocado al Torneo de Volcadas de la LNB donde se coronó campeón.
El año siguiente, el club se colocó en el cuarto puesto de la liga y Merlo se dirigió al Gimnasia y Esgrima Pedernera Unidos al finalizar la temporada, donde promedió 19 puntos por partido en 11 encuentros. La 1990/91 la disputó en Olimpo de Bahía Blanca, mientras que las dos temporadas siguientes jugó en Olimpia de Venado Tuerto, obteniendo en la primera 19.6 puntos por juego en 39 partidos. En la temporada 1993/94, Merlo volvió a repetir su mejor promedio de puntos en una temporada con 19.6 en 56 encuentros. En esta ocasión vistió la camiseta de Gimnasia de Pergamino.
En 1994 se dio su llegada a Peñarol de Mar del Plata, jugando 49 partidos de liga y promediando, 18.9 puntos, su segunda mejor marca; en este club participó en el Campeonato Sudamericano de Clubes Campeones de 1995. Su próxima experiencia fue en Independiente de General Pico, equipo con el cual participó de la Copa Río de la Plata y obtuvo el título del Campeonato Sudamericano de Clubes Campeones de 1996. También participó de la Liga Sudamericana y el Panamericano de Clubes de ese mismo año. En 1997 volvió a participar del Panamericano y el año siguiente se repitió su participación en la Liga Sudamericana y en el Campeonato Sudamericano. En total, disputó 156 partidos de liga en tres temporadas junto a este club, en las cuales su equipo se colocó en los puestos 4, 2 (tras perder la final ante Boca Juniors y 3.
Su siguiente club fue Gimnasia y Esgrima de Comodoro Rivadavia. En el equipo comodorense promedió 18,6 puntos en su segunda temporada y logró el tercer puesto de la Liga Nacional de Básquet 1999/00, clasificado así a la Liga Sudamericana de Clubes 2001. Jugó 23 partidos para el club de su ciudad Ciclista Juninense, en la temporada 2000/01 del Torneo Nacional de Ascenso, luego pasó por el club Obras Sanitarias, de la LNB, y el último tramo de la temporada lo disputó en el Pallacanestro Messina, de la Lega, donde jugó pocos partidos.
Para la temporada 2001/02, retornó al club Ciclista Juninense, para disputar el TNA. Se mantuvo en este club por 3 temporadas y luego se mudó a otro equipo de esa ciudad, San Martín de Junín. Allí disputó dos temporadas, y finalmente fue convocado por Ciclista Juninense para disputar la Liga Nacional de Básquet 2006/07 junto al club, que había logrado el ascenso y tras esa experiencia se retiró del baloncesto profesional.
En agosto de 2008, el estadio de Ciclista Juninense fue renombrado de Coliseo del Boulevard a "Raúl Chuni Merlo", en honor a su aporte a la institución.

## Trayectoria
| Temporada | Equipo                                  | País      | Liga  |
| 1986      | Sport Club Cañadense                    | Argentina | LNB   |
| 1987      | Sport Club Cañadense                    | Argentina | LNB   |
| 1988      | River Plate                             | Argentina | LNB   |
| 1989      | River Plate                             | Argentina | LNB   |
| 1990      | Gimnasia y Esgrima Pedernera Unidos     | Argentina | LNB   |
| 1990/91   | Olimpo de Bahía Blanca                  | Argentina | LNB   |
| 1991/92   | Olimpia de Venado Tuerto                | Argentina | LNB   |
| 1992/93   | Olimpia de Venado Tuerto                | Argentina | LNB   |
| 1993/94   | Gimnasia de Pergamino                   | Argentina | LNB   |
| 1994/95   | Peñarol de Mar del Plata                | Argentina | LNB   |
| 1995/96   | Independiente de General Pico           | Argentina | LNB   |
| 1996/97   | Independiente de General Pico           | Argentina | LNB   |
| 1997/98   | Independiente de General Pico           | Argentina | LNB   |
| 1998/99   | Gimnasia y Esgrima (Comodoro Rivadavia) | Argentina | LNB   |
| 1999/00   | Gimnasia y Esgrima (Comodoro Rivadavia) | Argentina | LNB   |
| 2000/01   | Ciclista Juninense                      | Argentina | TNA   |
| 2000/01   | Obras Sanitarias                        | Argentina | LNB   |
| 2000/01   | Pallacanestro Messina                   | Italia    | Lega2 |
| 2001/02   | Ciclista Juninense                      | Argentina | TNA   |
| 2002/03   | Ciclista Juninense                      | Argentina | TNA   |
| 2003/04   | Ciclista Juninense                      | Argentina | TNA   |
| 2004/05   | San Martín de Junín                     | Argentina | TNA   |
| 2005/06   | San Martín de Junín                     | Argentina | TNA   |
| 2006/07   | Ciclista Juninense                      | Argentina | LNB   |

## Selección nacional
Merlo debutó en la selección de baloncesto de Argentina en el torneo de baloncesto masculino de los Juegos Panamericanos de 1987 desarrollados en Indianápolis, Estados Unidos -previo a ello había actuado en el Campeonato Sudamericano de Baloncesto de Cadetes de 1984 y en el Campeonato Sudamericano de Baloncesto Juvenil de 1986. En 1988 participó en el Torneo de las Américas de Uruguay.

## Vida privada
Raúl Merlo es padre de los baloncestistas Álvaro Merlo y Silvano Merlo. Su hermano, el ya fallecido César Merlo, fue entrenador de baloncesto.

## Palmarés

### Campeonatos internacionales
| Título                                      | Club                          | País      | Año  |
| ------------------------------------------- | ----------------------------- | --------- | ---- |
| Campeonato Sudamericano de Clubes Campeones | Independiente de General Pico | Argentina | 1996 |

### Consideraciones personales
- Juego de las Estrellas de la LNB: 1988, 1989, 1990, 1991, 1993, 1996, 1997, 2002.
- MVP del Juego de las Estrellas de la LNB: 1990.
- Ganador del Torneo de Volcadas de la LNB: 1988.
- 15º puesto en la tabla histórica de anotadores de la LNB: 9.947 puntos en 616 partidos (promedio de 16,1 puntos por partido).[1]